# کانوپ
کانوپ (عربی: كانوب) شهر مصر باستان است که در ساحل دریای مدیترانه در شرق اسکندریه در مصب (محل شاخه‌های فرعی یک رود) شاخه فرعی بائد رود که بنام شاخه و فرع کانوپی معروف و شناخته شده‌است قرار دارد، در قدیم این شهر بندر اصلی برای تجارت یونانی‌ها در مصر قبل از بنا کردن شهر اسکندریه به‌شمار می‌رفته‌است، در قدیم در این جایگاه دو شهر یونانی هرقلیون و ناوکراتیس با این شهر در رقابت بوده‌اند.
نام این شهر از روی اسم فرمانده اسطوره‌ای نیروی دریایی یونان به نام کانوپوس اقتباس شده‌است، ادعا می‌شود که وی اسطوره و قهرمانی بوده‌است که در این شهر دفن گردیده‌است.

## نگارخانه

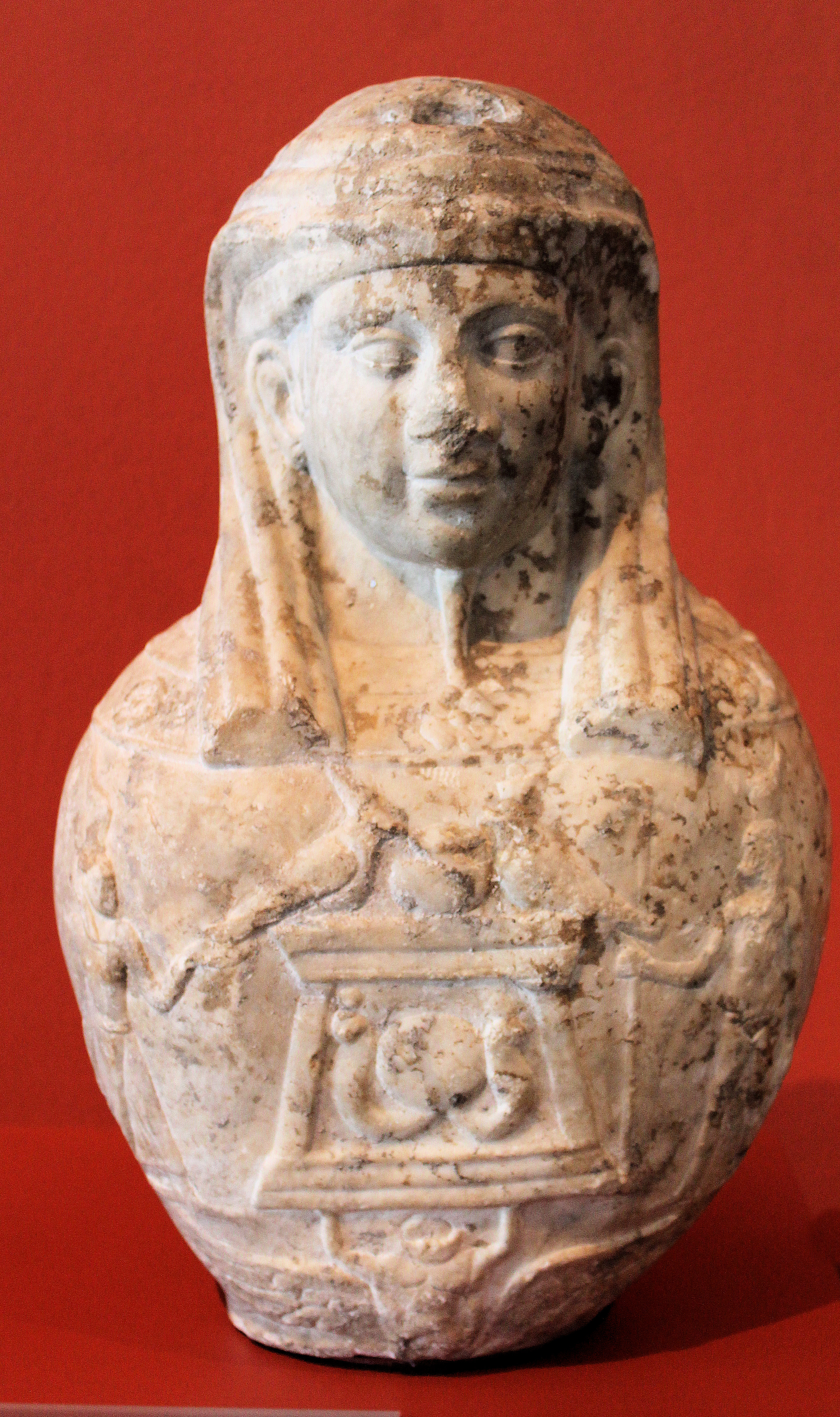
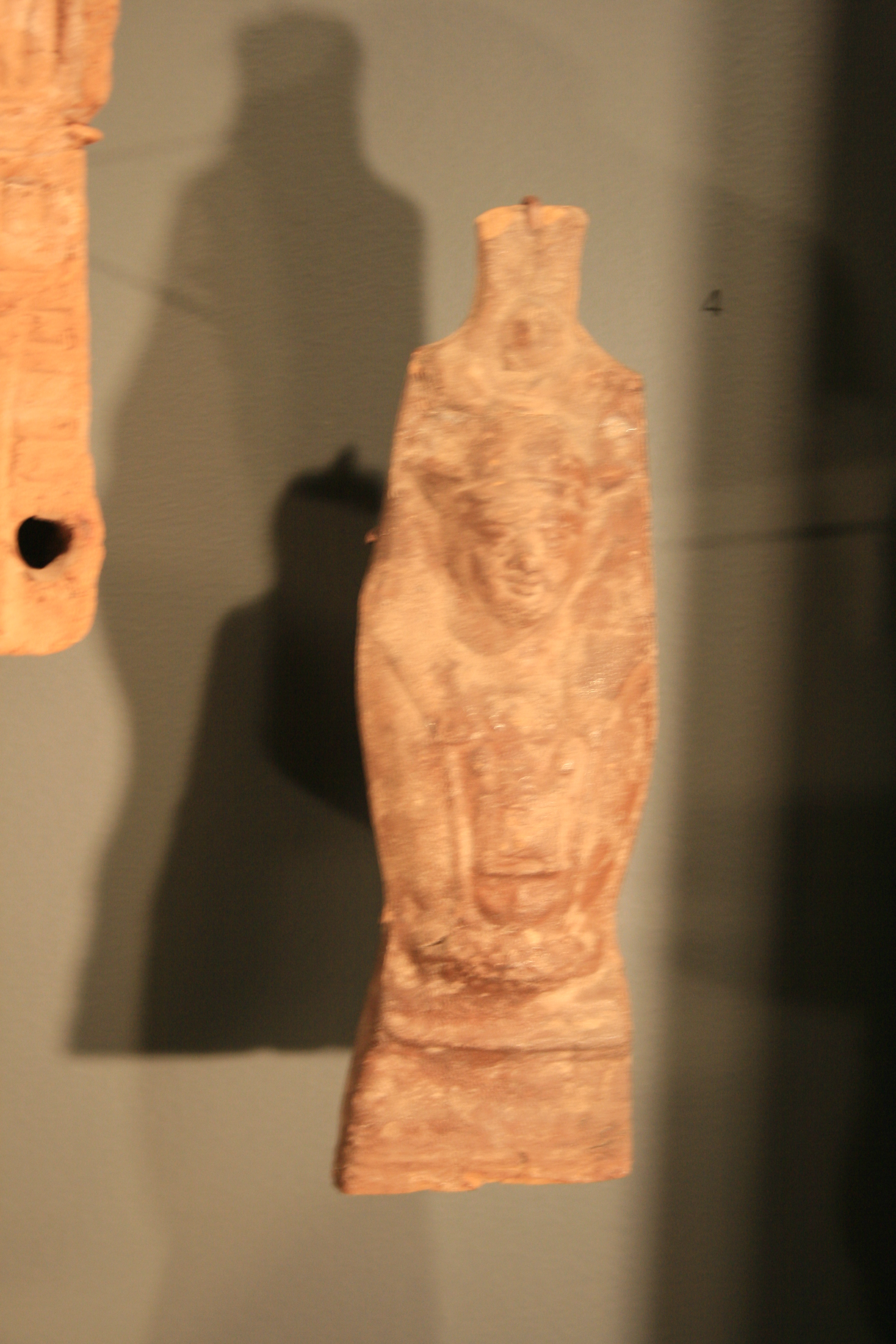